# Thành, Dương Tuyền
Thành (chữ Hán giản thể: 城区, âm Hán Việt: Thành khu) là một quận thuộc địa cấp thị Dương Tuyền, tỉnh Sơn Tây, Cộng hòa Nhân dân Trung Hoa. Quận Thành có diện tích 19,28 km², dân số năm 2002 là 200.000 người. Quận Thành được chia thành 6 nhai đạo biện sự xứ: Hạ Trạm, Bắc Đại, Nam Sơn, Nghĩa Tỉnh, Pha Để.